# Zenon - Ragazza stellare
Zenon - Ragazza stellare (Zenon: Girl of the 21st Century) è un film per la televisione del 1999.

## Trama
Zenon Kar è una ragazza di 13 anni che vive con la sua famiglia su una stazione spaziale in orbita intorno alla Terra nel 2049. Dopo essersi messa nei guai con il Capo Windom, comandante della stazione spaziale, Zenon viene punita con l'esilio sul pianeta Terra. Dopo diverse settimane sulla Terra, Zenon, viene a sapere che i suoi familiari sono in pericolo. Zenon deve trovare un modo per tornare alla stazione spaziale, nella speranza di salvare la sua famiglia, i suoi amici, e la sua casa.

## Produzione
Le scene del film ambientate sul pianeta Terra sono state girate a Vancouver, Columbia Britannica in Canada.  Uno dei set visibili nel film è la Plaza of Nations, dove Zenon arriva sul pianeta Terra.

## Cast
- Kirsten Storms: Zenon Kar
- Raven-Symoné: Nebula Wade
- Stuart Pankin: Commander Edward Plank
- Holly Fulger: Zio Judy Kling
- Frederick Coffin: Parker Wyndham
- Bob Bancroft: Mr. Lutz
- Greg Thirloway: Mark Kar
- Phillip Rhys: Proto Zoa/Microbe
- Gwynyth Walsh: Astrid Kar
- Lauren Maltby: Margie Hammond
- Danielle Fraser: Lynx
- Brenden Richard Jefferson: Andrew
- Blair Slater: Aquillat
- Zach Lipovsky: Matt
- Neil Denis: Leo
- Gregory Smith: Greg
- Kea Wong: Gemma

## Seguiti
- Zenon - La nuova avventura (2001)
- Zenon: Z3 (2004)